# Ngô Tuấn Bảo
Ngô Tuấn Bảo (tiếng Trung giản thể: 吴俊宝, bính âm Hán ngữ: Wú Jùnbǎo, sinh năm 1965, người Hán) là tướng lĩnh Quân Giải phóng Nhân dân Trung Quốc. Ông là Trung tướng Quân Giải phóng, Ủy viên dự khuyết Ủy ban Trung ương Đảng Cộng sản Trung Quốc khóa XX, hiện là Phó Tư lệnh Chiến khu Đông Bộ, Tư lệnh Không quân Chiến khu Đông Bộ. Ông từng là Trợ lý Tham mưu trưởng Bộ Tham mưu liên hợp Quân ủy Trung ương; Tư lệnh Căn cứ Thượng Hải Không quân.
Ngô Tuấn Bảo là đảng viên Đảng Cộng sản Trung Quốc, ông có sự nghiệp đa phần phục vụ quân chủng không quân, tập trung công tác ở các vùng Hoa Trung, Hoa Đông.

## Sự nghiệp
Ngô Tuấn Bảo sinh vào tháng 3 năm 1965 tại chuyên khu Tiềm Giang, nay là địa cấp thị thuộc tỉnh Hồ Bắc, Cộng hòa Nhân dân Trung Hoa. Ông lớn lên và tốt nghiệp cao trung ở Tiềm Giang, đến năm 1983 thì nhập ngũ Quân Giải phóng Nhân dân Trung Quốc, được phân về Không quân, phục vụ cho Quân khu Nam Kinh. Ông hoạt động trong không quân và từng là Tham mưu trưởng của một Sư đoàn Hàng không Không quân trước khi được điều chuyển làm Sư đoàn trưởng Sư đoàn Hàng không 14. Vào tháng 12 năm 2013, Ngô Tuấn Bảo được chuyển tới Thượng Hải, bổ nhiệm làm Tư lệnh Căn cứ Thượng Hải Không quân kế nhiệm Hứa Học Cường, là người lãnh đạo thứ hai sau khi căn cứ cấp phó quân này được thành lập năm 2011. Sau đó 1 năm, vào tháng 12 năm 2014, ông được phong quân hàm Thiếu tướng Không quân. Đầu năm 2017, sau khi hệ thống quân sự Trung Quốc được cải tổ, ông được điều tới Chiến khu Trung Bộ, nhậm chức Phó Tư lệnh Không quân của chiến khu này.
Sau 4 năm ở Chiến khu Trung Bộ cho đến năm 2021, Ngô Tuấn Báo được điều lên Quân ủy Trung ương, nhậm chức Trợ lý Tham mưu trưởng Bộ Tham mưu liên hợp Quân ủy Trung ương trong thời gian ngắn, đến cuối năm thì được điều về Chiến khu Đông Bộ, nhậm chức Phó Tư lệnh Chiến khu kiêm Tư lệnh Không quân Chiến khu Đông Bộ, rồi thăng quân hàm Trung tướng cùng thời điểm này. Cuối năm 2022, ông được bầu là đại biểu dự Đại hội Đảng Cộng sản Trung Quốc lần thứ XX, từ đoàn Quân Giải phóng và Vũ cảnh. Trong quá trình bầu cử tại đại hội, ông tiếp tục được bầu là Ủy viên dự khuyết Ủy ban Trung ương Đảng Cộng sản Trung Quốc khóa XX.

## Lịch sử thụ phong quân hàm
| Quân hàm |             |             |  |  |  |  |  |  |  |  |  |
| Cấp bậc  | Thiếu tướng | Trung tướng |  |  |  |  |  |  |  |  |  |
|          |             |             |  |  |  |  |  |  |  |  |  |